# Einreisegebühr
Eine Einreisegebühr ist eine Gebühr, die manche Länder für Reisende erheben, die ohne Visum einreisen; Beispiele sind Kenia und Kuba.

## Übersicht nach Staaten

### Indonesien (Bali)
Touristen, die direkt nach Bali einreisen, müssen seit dem 14. Februar 2024 eine Einreisegebühr in Höhe von 10 USD (ca. 9 EUR) bezahlen.

### USA
Im September 2009 stimmte auch der US-Senat für die Gesetzesvorlage namens Travel Promotion Act of 2009, die die Einführung einer zusätzlichen Gebühr bei der visumfreien Einreise (Visa-Waiver-Programm) in die USA vorsieht. Schon davor wurde bei Einreise auf dem Landweg eine Gebühr von US$ 6 fällig; bei Flugreisen war sie bisher im Ticketpreis enthalten. Seit 8. September 2010 werden über das Electronic System for Travel Authorization 14 US-Dollar für neue Einreiseanträge fällig. Diese Gebühr setzt sich zusammen aus 10 US-Dollar für die Einreisegenehmigung sowie 4 US-Dollar für die Bearbeitung des Reisegenehmigungsverfahrens. Die Einnahmen daraus sollen der Tourismusförderung zugutekommen, wobei allerdings 12 $ als Transferkosten bei den Geldinstituten verbleiben sollen. Die Europäische Kommission kritisierte diesen Plan als „Schritt zurück bei den gemeinsamen Bemühungen um eine vereinfachte transatlantische Mobilität“.

### Australien
Das Australia eVisa kostet 69 US$, auf älteren offiziellen Seiten steht auch 59 $; ein „rush visum“ (binnen weniger Stunden) soll 158 Dollar kosten.

### Neuseeland
Seit dem 1. Oktober 2019 ist es nicht mehr möglich, ohne Visum nach Neuseeland zu reisen.
Das neuseeländische NZeTA kostet zur Zeit online 12 US$ und ist mit der Entrichtung einer zusätzlichen Einreisegebühr (International Visitor Conservation and Tourism Levy, IVL) für 35 NZ$ pro Person gekoppelt.

### Vereinigtes Königreich
Seit dem 2. April 2025 ist es nicht mehr möglich, visumfrei in das Vereinigte Königreich zu reisen, da grundsätzlich eine elektronische Einreisegenehmigung (ETA) verlangt wird. Diese kostet pro Person 16 GBP.